# Silversun Pickups
Silversun Pickups (abreviada por SSPU) é uma banda de indie-rock de Los Angeles, Califórnia, formada em 2002.
O primeiro trabalho da banda foi um EP intitulado Pikul e lançado em 2005, depois lançaram seu primeiro álbum de estúdio, Carnavas, em 2006, seu segundo álbum Swoon em 2009, e em maio de 2012 seu terceiro e mais recente álbum, o Neck of The Woods.
Algumas músicas deles foram tocadas em séries como: The Vampire Diaries,One Tree Hill e The O.C.. e em alguns jogos como: Asphalt 8: Airbone e Need for Speed.

## História
Os integrantes da banda são amigos que já tinham tocado juntos anteriormente ou em bandas de amigos em comum. O SSPU teve início nos clubes mais importantes de Los Angeles e começaram a chamar atenção através do EP Pikul.

## Estilo musical e influências
O som da banda, muitas vezes engloba vários overdubs de guitarras distorcidas, e é frequentemente comparado ao The Smashing Pumpkins, enquanto os membros da banda dizem que são fortemente influenciados por grandes bandas como Kiss, My Bloody Valentine, The Pixies, the Velvet Underground, Elliott Smith, Sonic Youth, Sweet, Modest Mouse, Sunny Day Real Estate, e Secret Machines, assim como também são influenciados por inúmeras outras bandas com menos fama.

## Integrantes
- Brian Aubert → guitarra, vocal
- Nikki Monninger → baixo, vocal
- Christopher Guanlao → bateria
- Joe Lester → teclado, sample, sound manipulation

### Ex-integrantes
- Jack Kennedy → guitarra rítmica
- Elvira Gonzales → bateria [5]

## Discografia

### Ábuns de estúdio
| Ano                                                 | Álbum                                                              | Melhor posição nas paradas | Melhor posição nas paradas | Melhor posição nas paradas | Melhor posição nas paradas | Melhor posição nas paradas | Melhor posição nas paradas | Melhor posição nas paradas |
| Ano                                                 | Álbum                                                              | US                         | US Indep.                  | US Heat.                   | AUS                        | CAN Top                    | UK                         | US Rock                    |
| --------------------------------------------------- | ------------------------------------------------------------------ | -------------------------- | -------------------------- | -------------------------- | -------------------------- | -------------------------- | -------------------------- | -------------------------- |
| 2006                                                | Carnavas - Lançamento: 25 de Julho de 2006 - Gravadora: Dangerbird | 80                         | 5                          | 1                          | 80                         | —                          | —                          | 23                         |
| 2009                                                | Swoon - Lançamento: 14 de Abril de 2009 - Gravadora: Dangerbird    | 7                          | 1                          | —                          | 14                         | 23                         | 107                        | 2                          |
| "—" Denota lançamentos que não entraram nas paradas |                                                                    |                            |                            |                            |                            |                            |                            |                            |

### Singles
| Ano                                                 | Single                      | Melhor posição nas paradas | Melhor posição nas paradas | Melhor posição nas paradas | Melhor posição nas paradas | Melhor posição nas paradas | Álbum    |
| Ano                                                 | Single                      | US                         | US Alt                     | US Pop                     | CAN                        | US Rock                    | Álbum    |
| --------------------------------------------------- | --------------------------- | -------------------------- | -------------------------- | -------------------------- | -------------------------- | -------------------------- | -------- |
| 2006                                                | "Kissing Families"          | —                          | —                          | —                          | —                          | —                          | Pikul    |
| 2007                                                | "Future Foe Scenarios"      | —                          | —                          | —                          | —                          | —                          | Carnavas |
| 2007                                                | "Lazy Eye"                  | 102                        | 5                          | 91                         | 44                         | —                          | Carnavas |
| 2007                                                | "Well Thought Out Twinkles" | —                          | 9                          | —                          | —                          | —                          | Carnavas |
| 2008                                                | "Little Lover's So Polite"  | —                          | —                          | —                          | —                          | —                          | Carnavas |
| 2009                                                | "Panic Switch"              | 92                         | 1                          | —                          | 86                         | 4                          | Swoon    |
| 2009                                                | "Substitution"              | —                          | 17                         | —                          | —                          | 26                         | Swoon    |
| 2010                                                | "The Royal We"              | —                          | 17                         | —                          | —                          | 30                         | Swoon    |
| "—" Denota lançamentos que não entraram nas paradas |                             |                            |                            |                            |                            |                            |          |

### EPs
| Ano  | EP                                    |
| ---- | ------------------------------------- |
| 2005 | Pikul                                 |
| 2007 | Remixes                               |
| 2007 | Live Session EP (iTunes Exclusive)    |
| 2007 | The Tripwire Session: Live in Chicago |
| 2011 | Seasick                               |

## Videografia

### Videoclipes
| Ano  | Canção                      | Diretor         |
| ---- | --------------------------- | --------------- |
| 2003 | "Kissing Families"          | Susie Vlcek     |
| 2006 | "Lazy Eye"                  | Susie Vlcek     |
| 2007 | "Well Thought Out Twinkles" | Philip Andelman |
| 2008 | "Little Lover's So Polite"  | Joaquin Phoenix |
| 2009 | "Panic Switch"              | James Frost     |
| 2009 | "Substitution"              | The Malloys     |